# تتمة سفر دانيال
تتمة سفر دانيال، هو سفر من أسفار التناخ والعهد القديم. ومن الأسفار القانونية الثانية. ويحتوي سفر دانيال المدوَّن في طبعة دار الكتاب المقدس على اثني عشر إصحاحًا. غير أن الكنائس الأرثوذكسية والكاثوليكية تضيف إليه تّتِمَّة حَذَفها البروتستانت

## صلاة عزريا وترنيمة الأطفال
صلاة عزريا وترنيمة الأبناء الثلاثة القديسين، عازار باختصار، هي مقطع يظهر بعد دانيال 3: 23 في عدة ترجمات للكتاب المقدس، بما في ذلك الترجمة السبعينية اليونانية القديمة. يتم قبول هذا المقطع كقانون من قبل بعض الطوائف المسيحية. يحتوي هذا المقطع على مكوناته الثلاثة الرئيسية. الأول هو صلاة التوبة التي قام بها عزريا، صديق دانيال (المسمى عبدنغو بالبابلية، بحسب دانيال 1: 6-7) عندما كان الشبان الثلاثة في أتون النار. العنصر الثاني هو وصف موجز للشخصية المتوهجة التي التقاهم في الفرن، لكنها لم تحترق بعد. العنصر الثالث هو الترنيمة التي غنوها عندما أدركوا خلاصهم. تكرر الترنيمة العبارة التالية: "سبحوا وسبحوا الرب فوق كل شيء إلى أبد الآبدين..."، كل منها يشير إلى سمة من سمات العالم.يتم قبوله كجزء من الكتاب المقدس الموحى به من قبل الكنائس الكاثوليكية والأرثوذكسية، على الرغم من أن معظم المجموعات البروتستانتية تنكر إدراجه كجزء من الكتاب المقدس.

## بيل والتنين
يل والتنين أو بعل والتنين أو بال والتنين (بالإنجليزية: Bel and the Dragon)‏، هي قصة وجزء من سفر دانيال النبي وتظهر في المخطوطات اليونانية، لكنها غير موجودة في المخطوطات العبرية. أما الأجزاء الأول والثاني من هذا السفر، فهما ترنيمة الفتية الثلاثة في أتون النار، ثم قصة سوسنة. وأقر مجمع ترنت (1545 - 1563) بصحة هذه القصص الثلاث واعتبرها جزءًا أصيلًا من سفر دانيال، وقد دافع عن ذلك أوريجانوس وغيره من العلماء. تتضمن الكتب المقدسة الكاثوليكية والأرثوذكسية القصص كجزء من سفر دانيال، لكن الكتب المقدسة البروتستانتية عادة ما تحذفها

## سوزانا
سوزانا ويطلق عيلها أحياناً سوزانا والقاضيان هي قصة ذكرت في سفر دانيال، القصة لم تذكر في الكتاب العبري ولم يتم ذكرها في الأدب اليهودي المبكر. يتم قبوله كجزء من الكتاب المقدس الموحى به من قبل الكنائس الكاثوليكية والأرثوذكسية، على الرغم من أن معظم المجموعات البروتستانتية تنكر إدراجه كجزء من الكتاب المقدس. كما أنها لم تعتبر جزءًا من الكتب المقدسة اليهودية، على الرغم من أن القراء سوف يستجيبون ويتذكرون سوزانا ومأزقها بشكل واضح، إلا أن خاتمة القصة تؤكد ظهور دانيال كشخصية شابة من الحكمة. ولهذا السبب، تضع بعض النسخ اليونانية القديمة سفر سوزانا قبل دانيال

## وصلات خارجية
- تتمة سفر دانيال. كنيسة الأنبا تكلا هيمانوت الحبشي القس، الإسكندرية.
- - الأسفار القانونية الثانية.